# Huis Bragança
Het huis Bragança  (Portugees: Sereníssima Casa de Bragança) is een Portugees adellijk geslacht van koningen, keizers, prinsen en hertogen die regeerden over Portugal en Brazilië. 

## Geschiedenis
De dynastie werd gesticht in 1442 door Alfons I van Bragança, een onwettige zoon van koning Johan I van Portugal van het huis Aviz en diens maîtresse Inês Pires Estevez. Alfons werd de eerste hertog van Bragança. In 1640 kwam er met de Portugese Restauratieoorlog een einde aan de Filipijnse dynastie, de Spaanse Habsburgers in Portugal,  en werd hertog Johan II van Bragança nu koning Johan IV van Portugal en de Algarve. De Bragança's vluchtten in 1807 naar hun kolonie Brazilië omdat Napoleon Portugal bezette. In 1815 werd het Verenigd Koninkrijk van Portugal, Brazilië en de Algarve gecreëerd vanuit Rio de Janeiro. In navolging van de vele andere Zuid-Amerikaanse staten die van Spanje onafhankelijk werden scheidde ook Brazilië zich af van Portugal in 1822, echter werd het land geen republiek zoals de buurlanden, maar een keizerrijk met een Bragança aan het hoofd. Koning Johan VI erkende wel pas in 1825 dat zijn zoon Peter I keizer was. 
Buiten de Portugese koningen vanaf 1640 en de vier Braziliaanse keizers had het huis ook nog invloeden in Europa. Zo was Catharina van Bragança koningin van Engeland door haar huwelijk met Karel II en Maria Isabella koningin van Spanje als vrouw van Ferdinand VII. Door het huwelijk van koningin Maria II met Ferdinand van Saksen-Coburg-Gotha, de zoon van de broer van koning Leopold I van België, werd de dynastie in Portugal nu ook bekend als het huis Bragança-Saksen-Coburg en Gotha. In 1889 werd Brazilië een republiek en Portugal in 1910 waardoor er een einde kwam aan de heerschappij van de Bragança's. 

## Moderne Bragança's
Emanuel II werd koning in 1908 nadat zijn vader Karel I en zijn broer Lodewijk Filips vermoord werden. Twee jaar later werd Portugal een republiek en Emanuel vestigde zich in Engeland waar hij op amper 42-jarige leeftijd overleed aan een keeloedeem, zonder nakomelingen. Duarte Nuno, een kleinzoon van de afgezette koning Michaël I werd de nieuwe troonpretendent. Hij trouwde in 1942 met een achterkleindochter van keizer Peter II van Brazilië waardoor hij de Portugese en Braziliaanse tak van de familie weer verenigde. In 1945 werd hun zoon Duarte Pio geboren. In 1950 werd de ballingschap van de Bragança's opgeheven en in 1952 keerde Duarte Nuno terug naar Portugal. Na zijn dood in 1976 werd zijn zoon Duarte Pio familiehoofd.

## Eigendommen

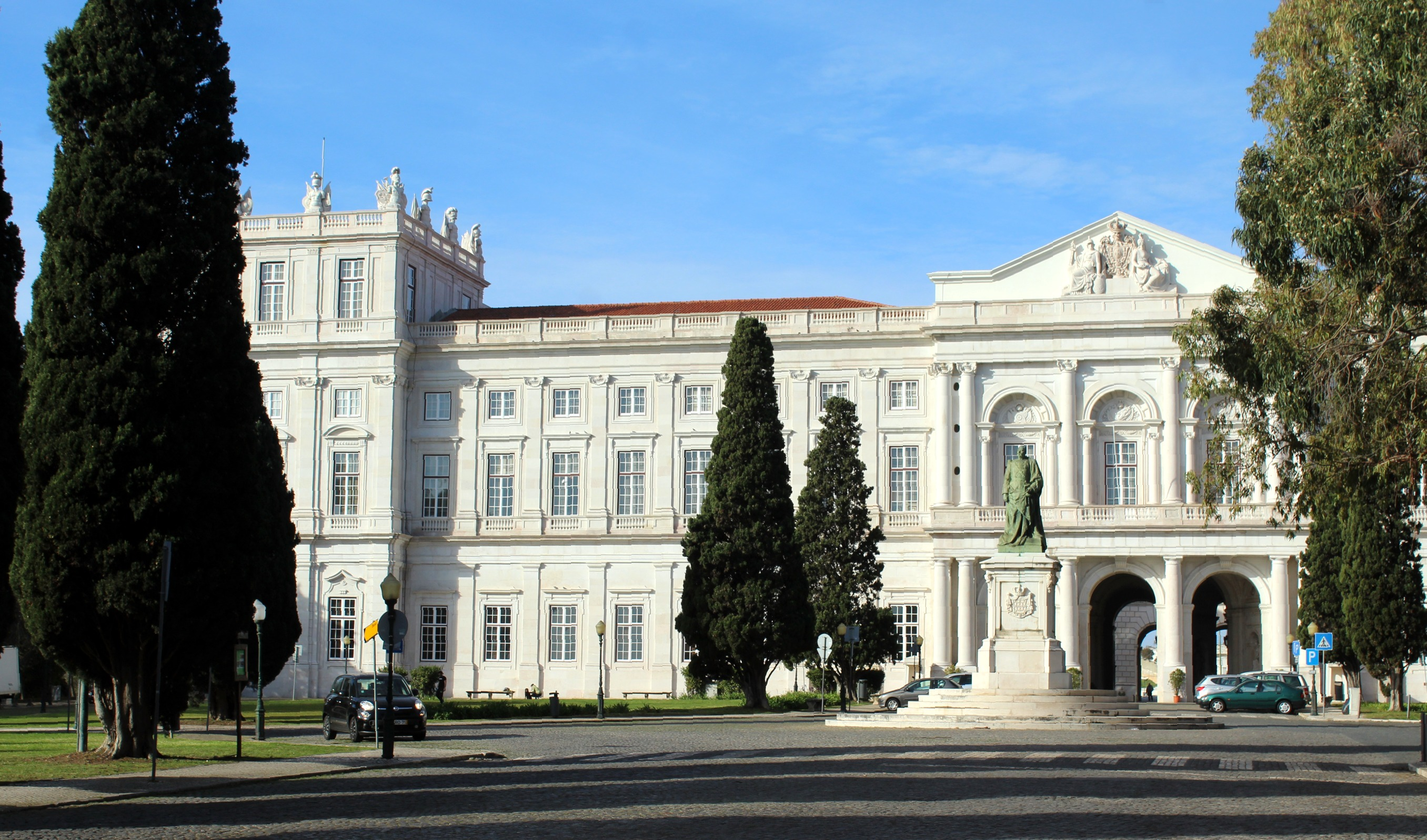
Palácio Nacional da Ajuda, Lissabon
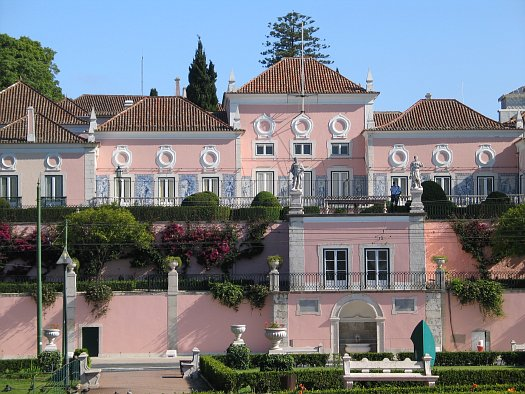
Palácio Nacional de Belém, Lissabon
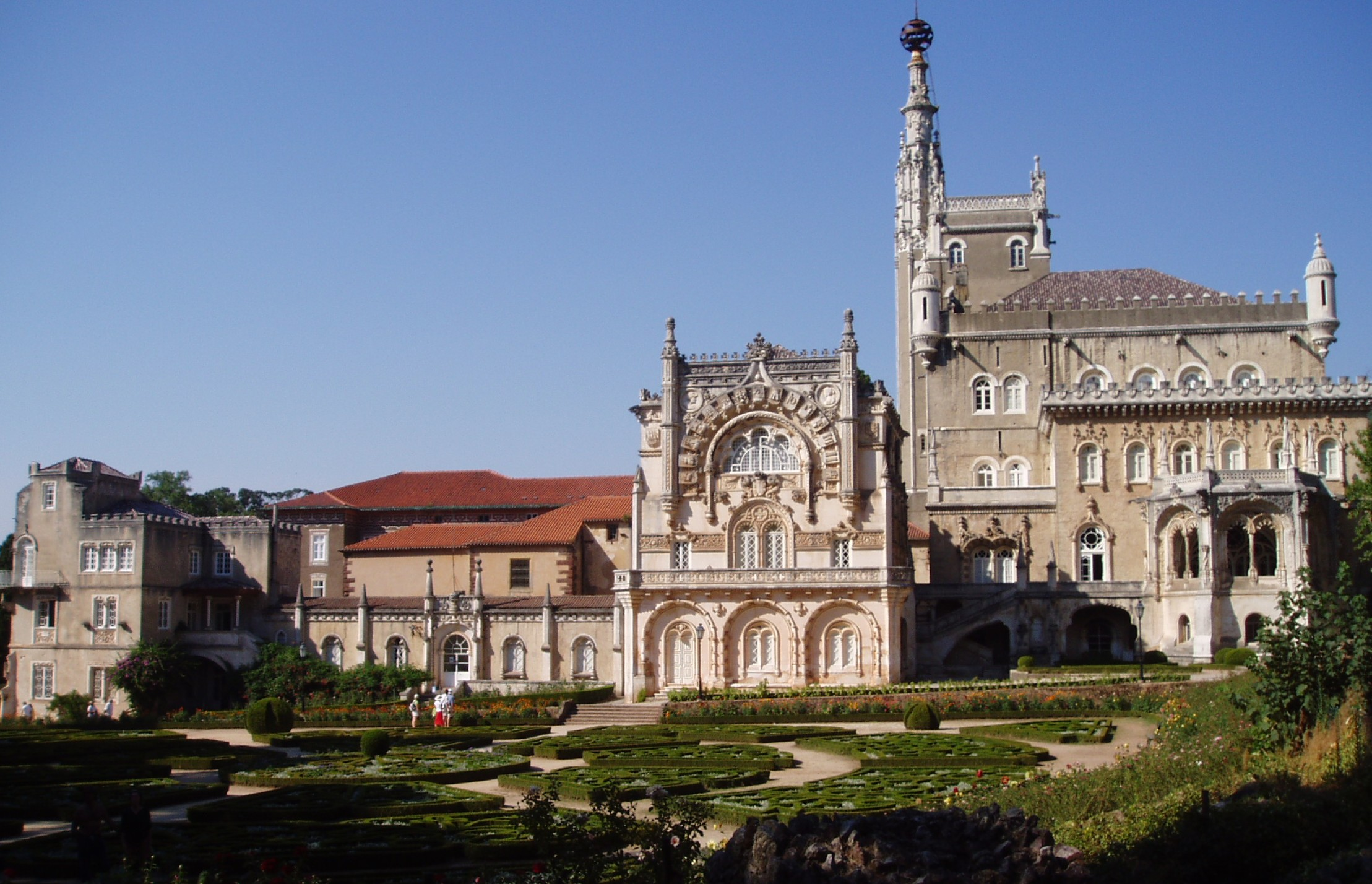
Palácio Buçaco, Buçaco
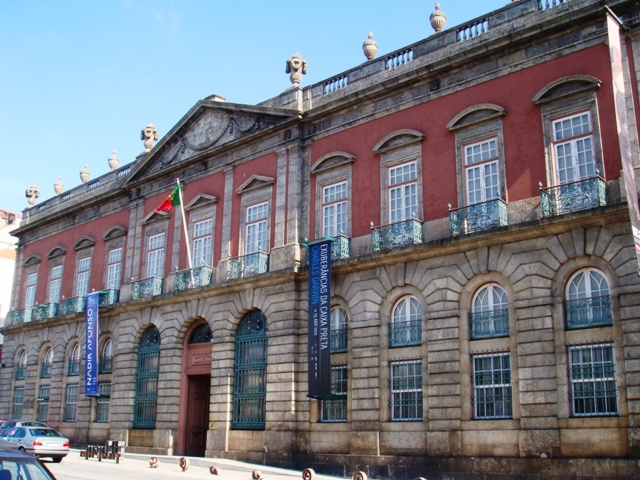
Palácio das Carrancas, Porto
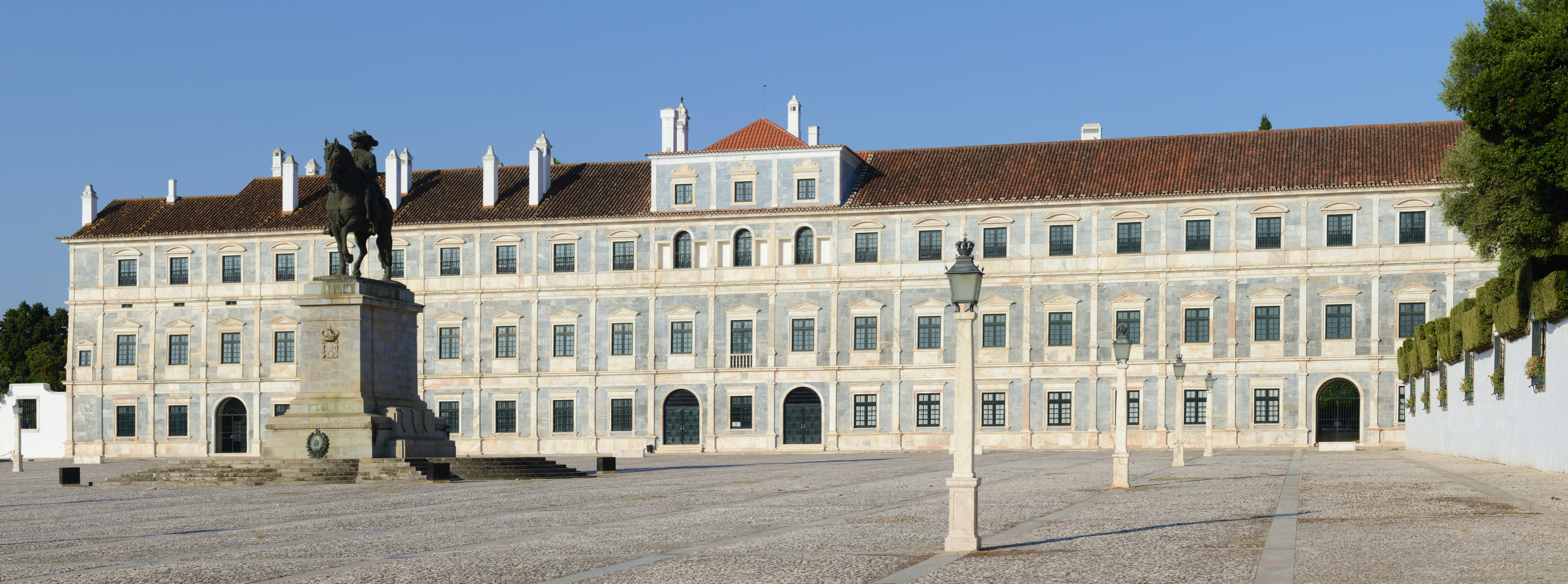
Paço Ducal de Vila Viçosa, Vila Viçosa
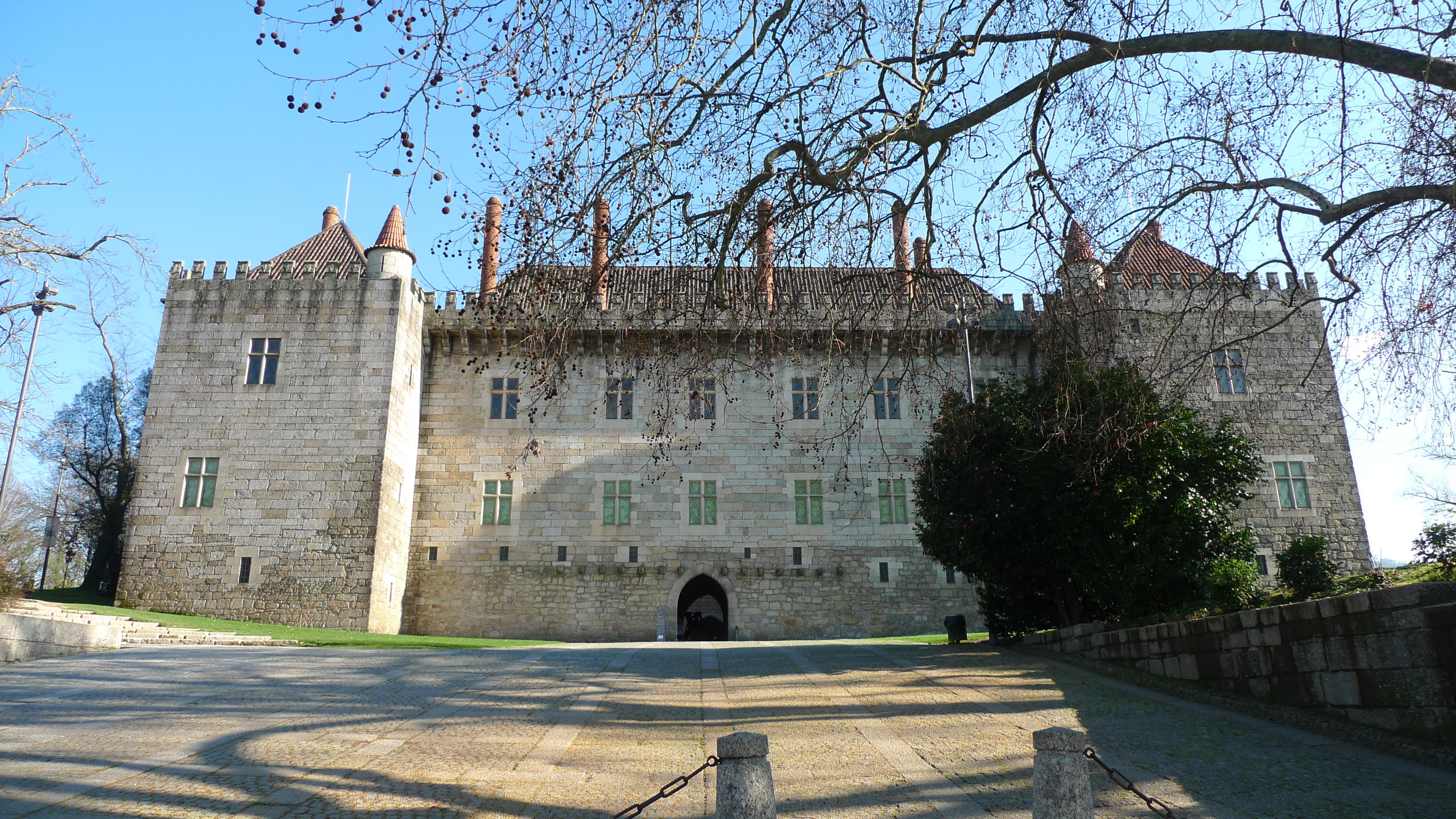
Paço dos Duques de Bragança, Guimarães
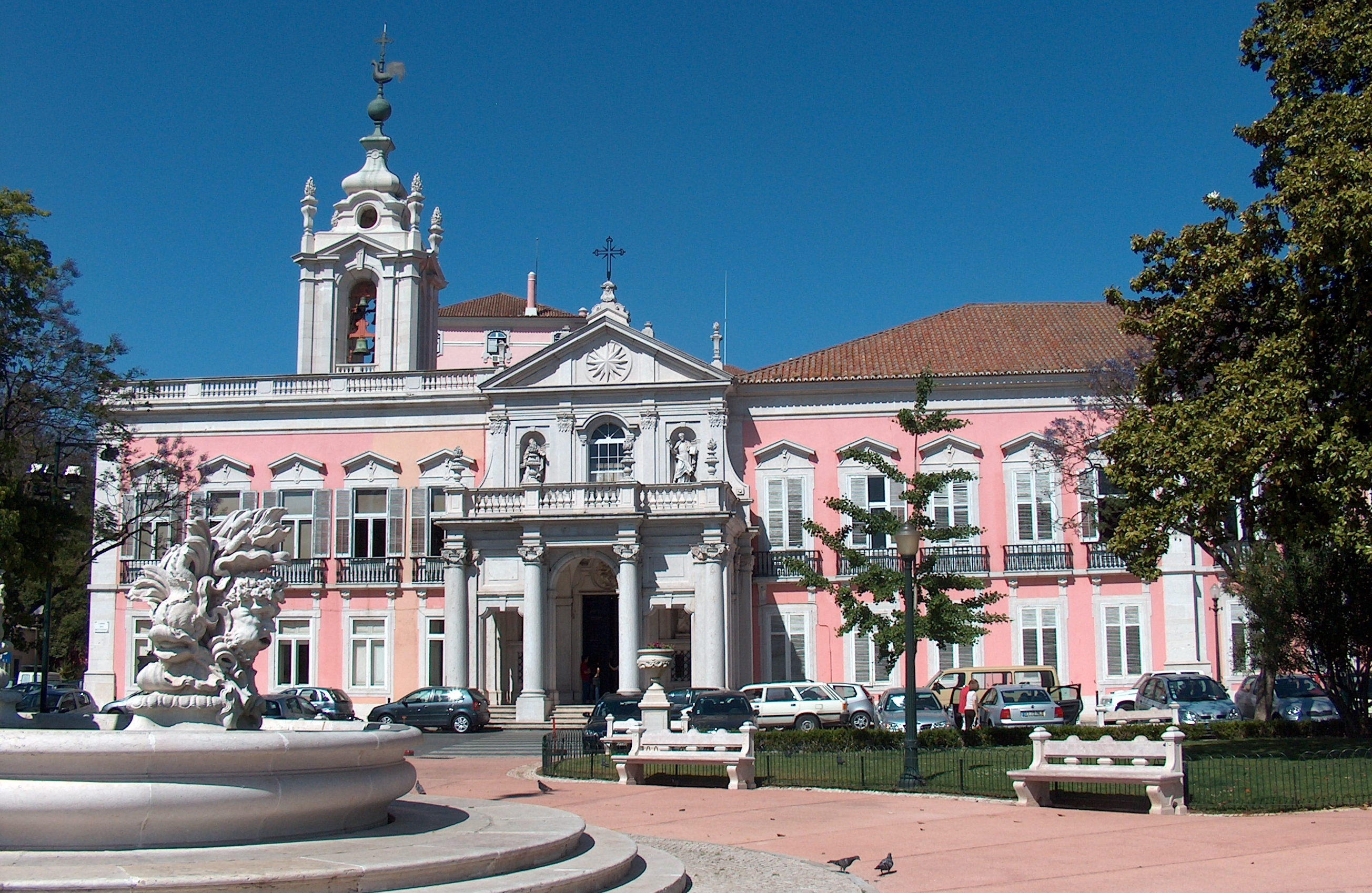
Palácio das Necessidades, Lissabon
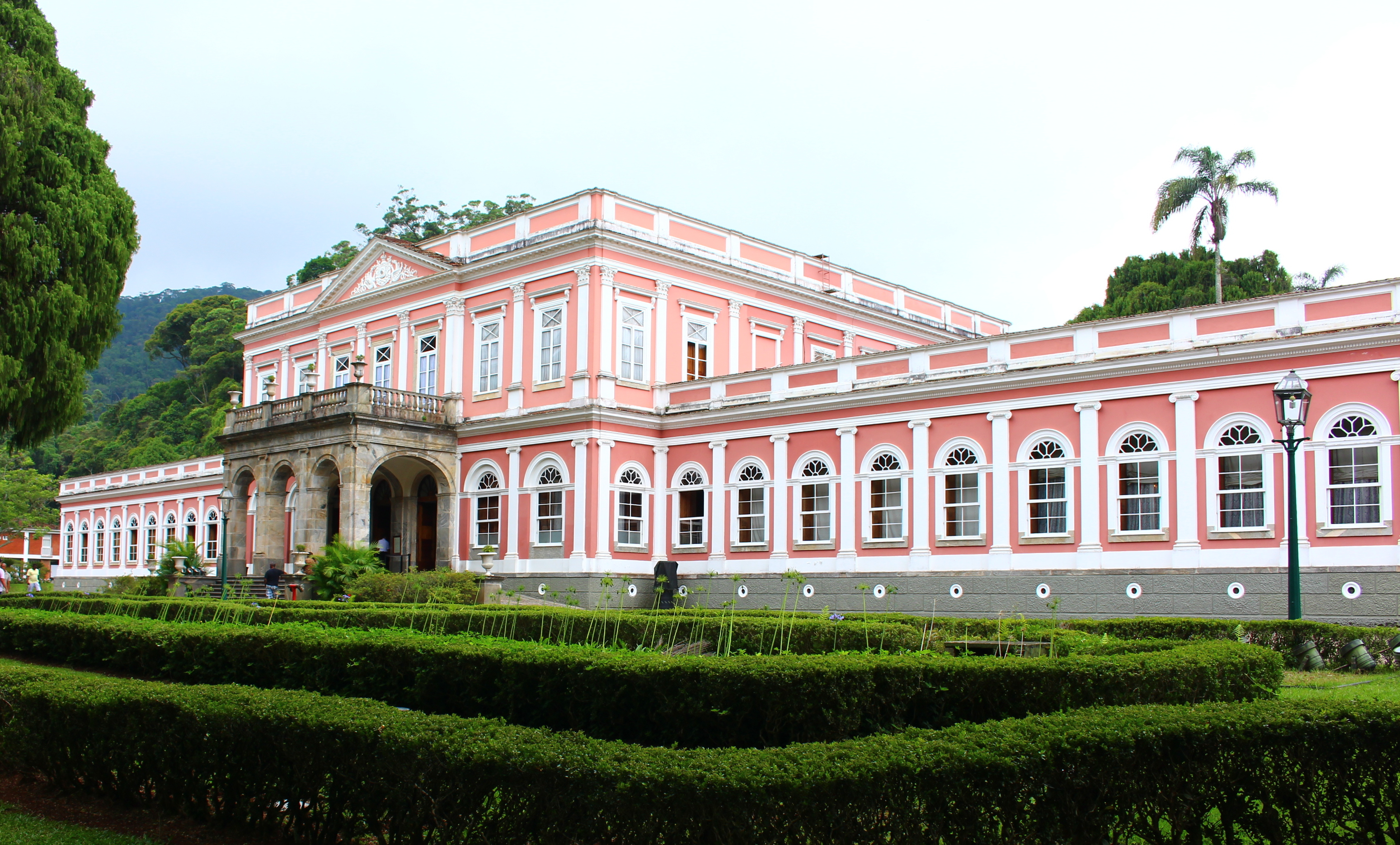
Keizerlijk paleis van Petrópolis, Petrópolis
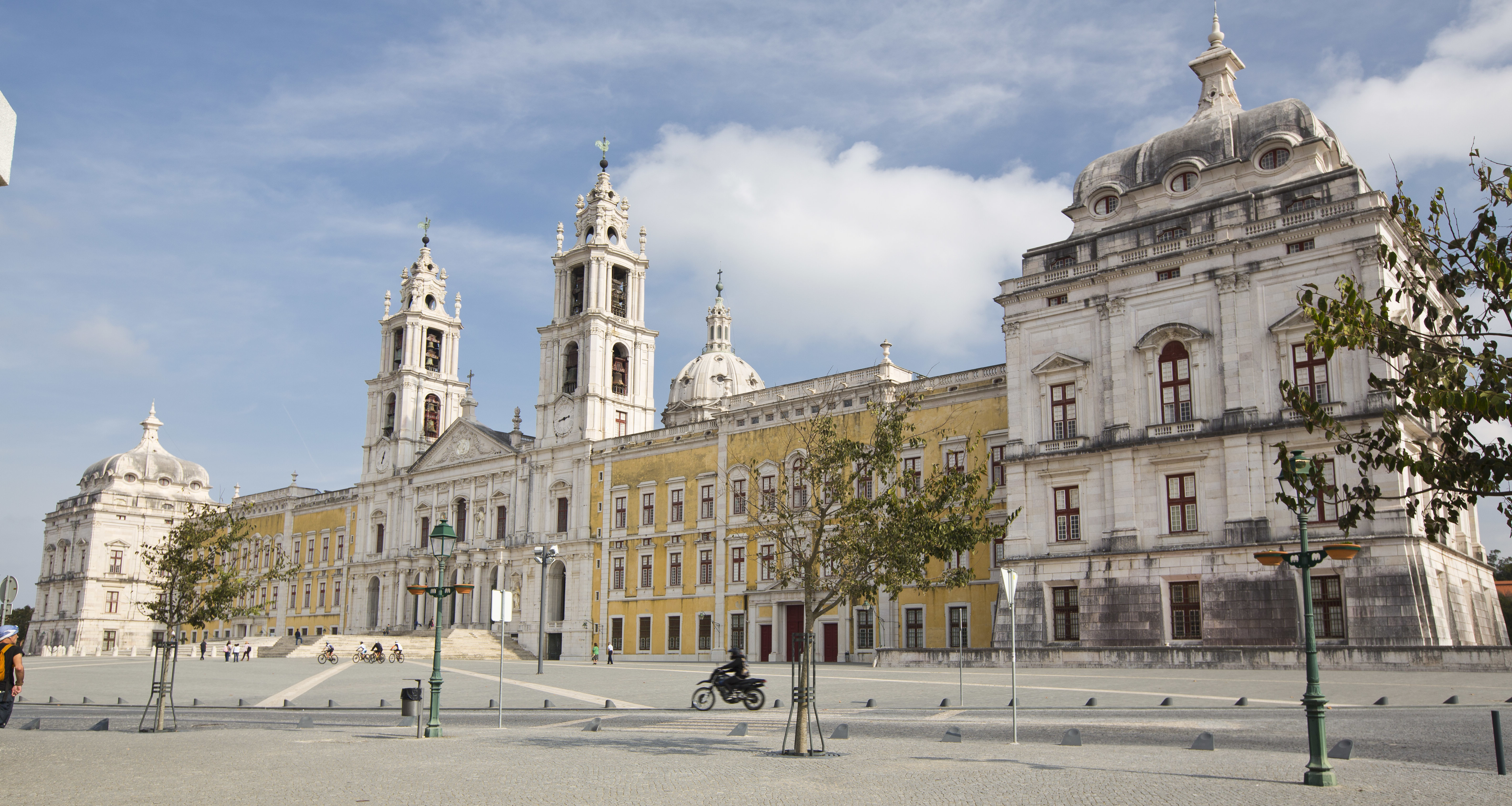
Paleis van Mafra, Mafra
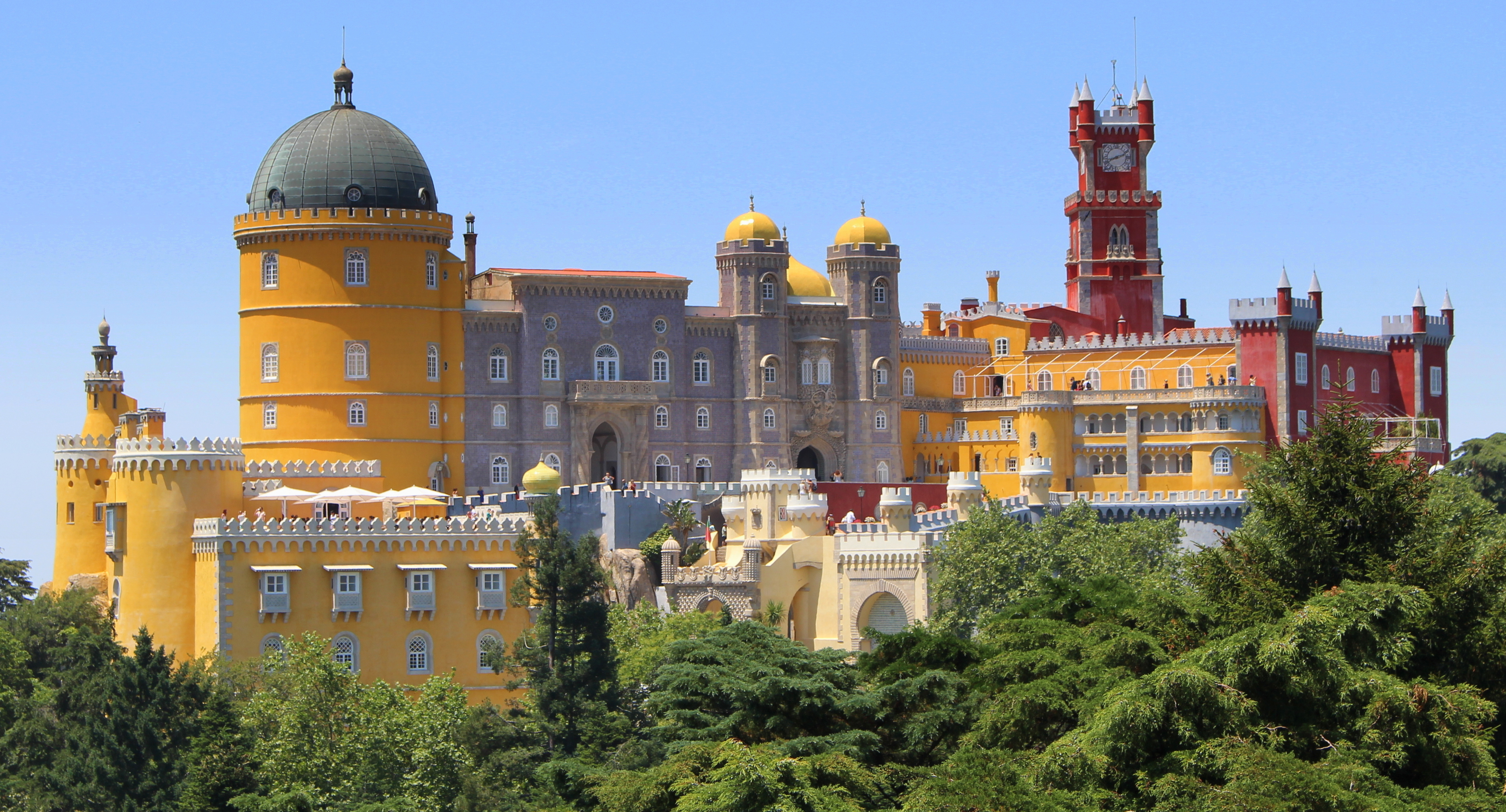
Palácia da Pena, Sintra
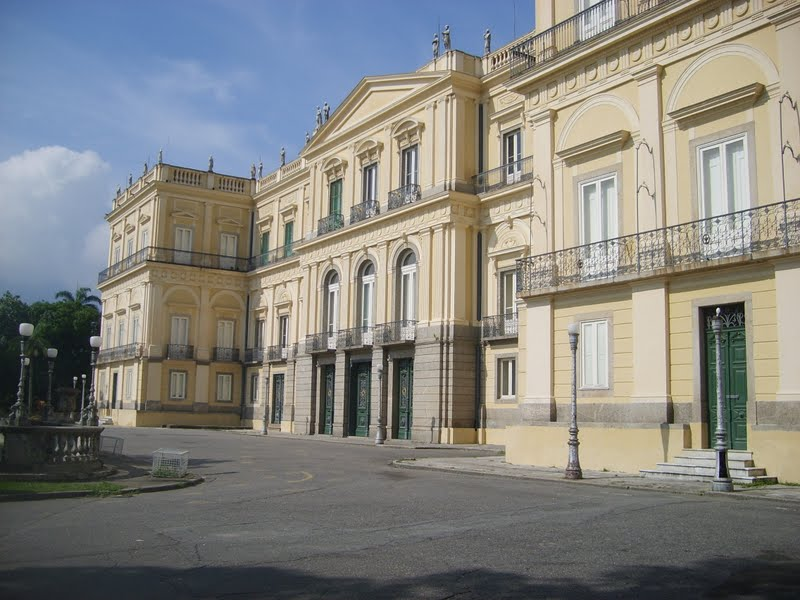
Paleis van São Cristóvão, Rio de Janeiro
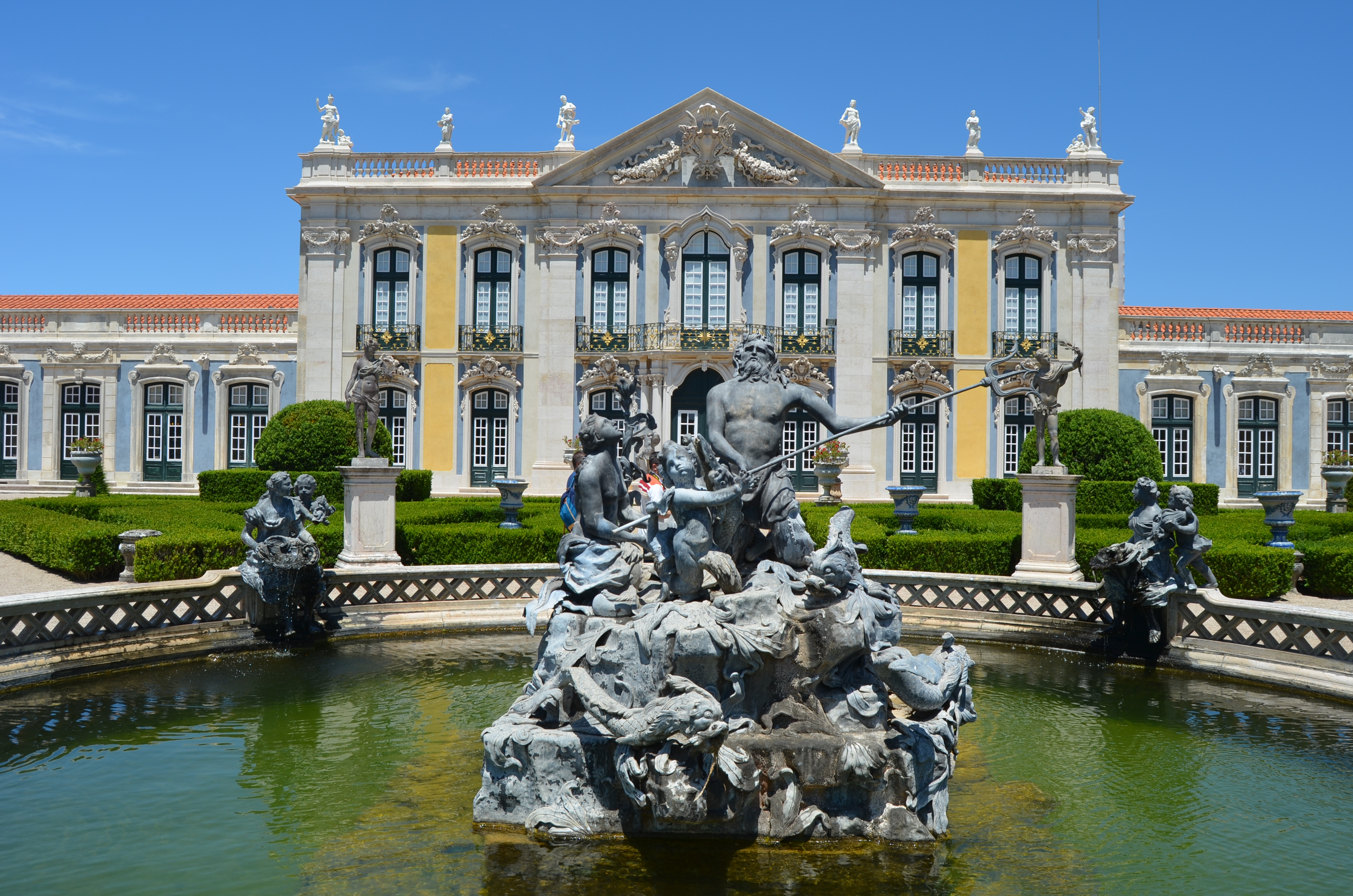
Paleis van Queluz, Sintra
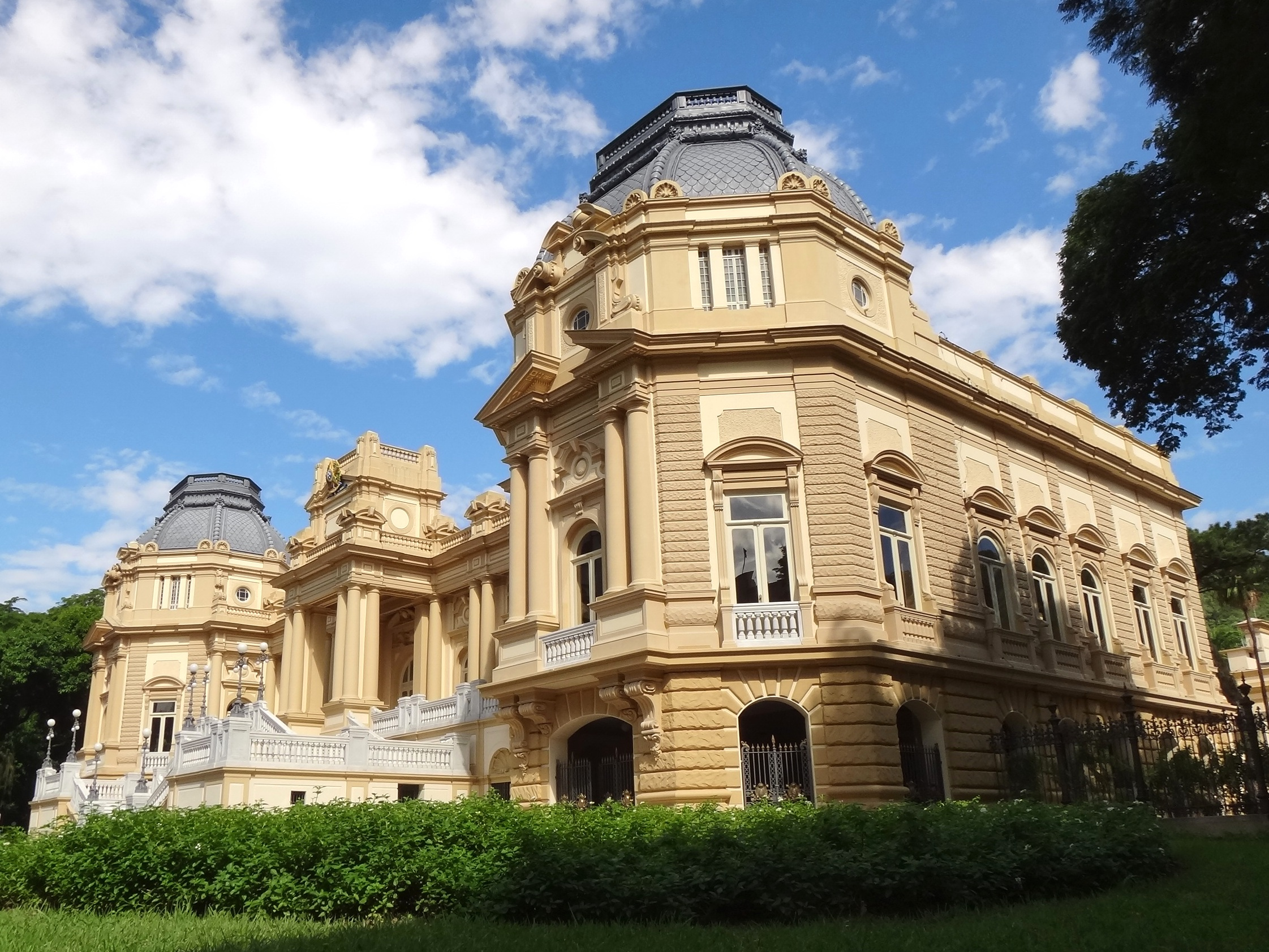
Guanabara Paleis, Rio de Janeiro
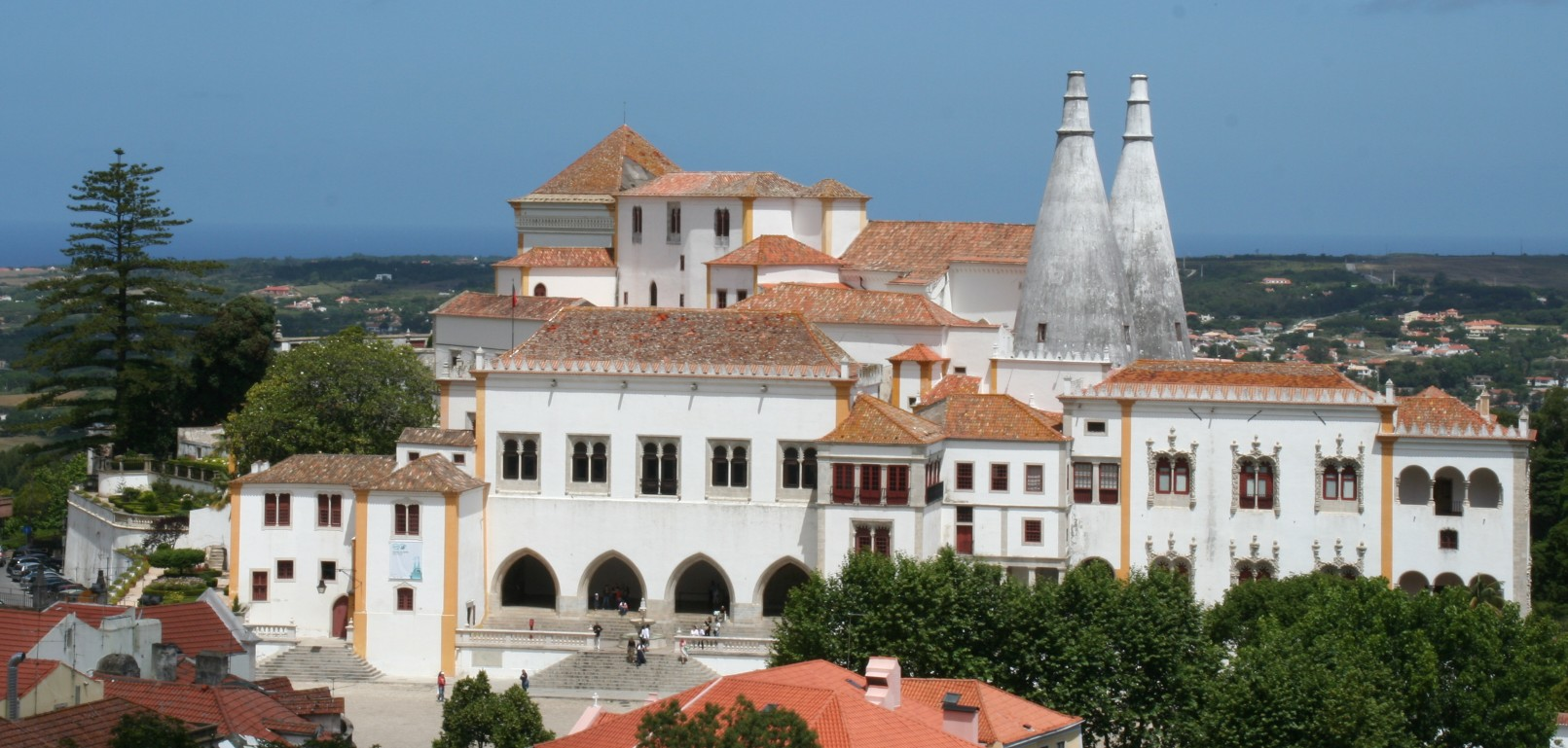
Paleis van Sintra, Sintra
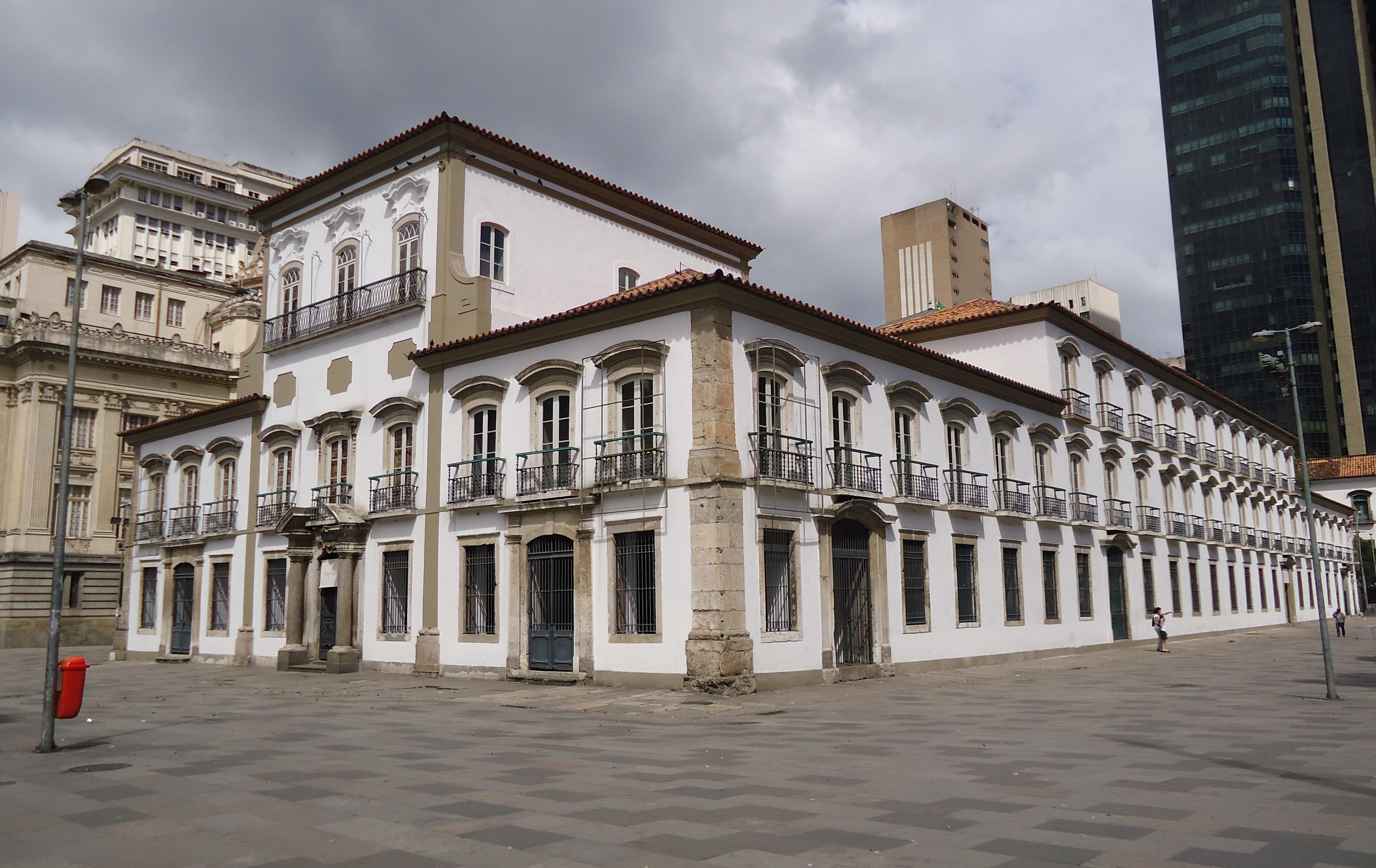
Paço Imperial, Rio de Janeiro